# 3. Otwarte Młodzieżowe Mistrzostwa Świata w Brydżu Sportowym
3. Otwarte Młodzieżowe Mistrzostwa Świata w Brydżu Sportowym (3rd World Youth Open Bridge Championships) – zawody brydżowe, które zostały rozegrane w Atlancie (Stany Zjednoczone) w dniach 3-11 sierpnia 2013 roku.
Zawody te rozgrywane były jako:
- Młodzieżowe mistrzostwa świata par;
- Młodzieżowe mistrzostwa świata teamów (pucharowy, szwajcarski);
- Młodzieżowe mistrzostwa świata BAM.

W zawodach zwyciężyli:
- w parach juniorów: : Massimiliano di Franco - Gabriele Zanasi;
- w parach młodzieży szkolnej: : Allison Hunt - Asya Ladyzhensky;
- w parach dziewcząt: : Giorgia Botta - Margherita Chavarria;
- w teamach juniorów:  War of Roses: Marius Agica, Kevin Dwyer, Adam Grossack, Zachary Grossack, Adam Kaplan, Owen Lien;
- w teamach młodzieży szkolnej:  USA Jeng: Andrew Jeng, Richard Jeng, Oren Kriegel, Burke Snowden;
- w teamach BAM:  Turkiye: Erkmen Aydogdu, Altug Gobekli, Berk Gokce, Akin Koclar, Muhammet Ozgur, Sarper Uslupehlivan.

## Format zawodów
Zawody były rozgrywane według następujących zasad:
- Zawody rozgrywane w kategoriach par i teamów: juniorów, młodzieży szkolnej i dziewcząt;
- W zawodach mogą uczestniczyć teamy i pary dowolnych federacji brydżowych;
- Zawody rozgrywane w kolejności:
  - Pary: juniorów, młodzieży szkolnej i dziewcząt,
  - Teamy: juniorów, młodzieży szkolnej,
  - Zawody BAM zarówno dla uczestników rozgrywek teamów (bez opłat) jak i dla innych;
- W przypadku par rozgrywane były rundy kwalifikacyjne, a następnie najlepsze drużyny grały rundy finałowe. Pary, które nie przeszły do rund finałowych mogły grać turniej B młodzieżowy (bez podziału na kategorie);
- W przypadku teamów rozgrywane były rundy kwalifikacyjne systemem szwajcarskim, następnie rozgrywki pucharowe: ćwierćfinałowe, półfinałowe i finały;
- Rozgrywki BAM rozpoczęły się po rundzie kwalifikacyjnej. Po rundzie ćwierćfinałowej zawodów teamów mogły dołączyć do BAM zespoły, które odpadły w ćwierćfinałach. Po finałach zawodów teamów mogły dołączyć zespoły grające o 3 miejsca i finaliści (ze wszystkich kategorii).

### Przywileje zwycięzców
Zdobywcy 3 pierwszych miejsc otrzymali medale.
Wszyscy uczestnicy otrzymali punkty w klasyfikacjach WBF.

## Wyniki zawodów
| Konkurencja                           | 2013: Atlanta (Stany Zjednoczone) - Tabela medalistów | 2013: Atlanta (Stany Zjednoczone) - Tabela medalistów                                                   |
| ------------------------------------- | ----------------------------------------------------- | --- |
| 3. Pary Juniorzy (32 par)             | 1                                                     | : Massimiliano di Franco - Gabriele Zanasi                                                              |
| 3. Pary Juniorzy (32 par)             | 2                                                     | : Erkmen Aydogdu - Akin Koclar                                                                          |
| 3. Pary Juniorzy (32 par)             | 3                                                     | Alex Prairie - Sylvia Shi                                                                               |
| 3. Pary Młodzież Szkolna (41 par)     | 1                                                     | : Allison Hunt - Asya Ladyzhensky                                                                       |
| 3. Pary Młodzież Szkolna (41 par)     | 2                                                     | : Andrew Jeng - Richard Jeng                                                                            |
| 3. Pary Młodzież Szkolna (41 par)     | 3                                                     | Jin Tianyi - Jin Kai                                                                                    |
| 3. Pary Dziewczęta (12 par)           | 1                                                     | : Giorgia Botta - Margherita Chavarria                                                                  |
| 3. Pary Dziewczęta (12 par)           | 2                                                     | : Karla de Jesus - Adriana Suarez                                                                       |
| 3. Pary Dziewczęta (12 par)           | 3                                                     | Julie Arbit - Isha Thapa                                                                                |
| 3. Teamy Juniorzy (12 teamów)         | 1                                                     | War of Roses: Marius Agica, Kevin Dwyer, Adam Grossack, Zachary Grossack, Adam Kaplan, Owen Lien        |
| 3. Teamy Juniorzy (12 teamów)         | 2                                                     | Australia: Maxim Henbest, Peter Hollands, Justin Howard, Nathan Howard, Ellena Moskovsky, Lauren Travis |
| 3. Teamy Juniorzy (12 teamów)         | 3                                                     | Turkiye Erkmen Aydogdu, Altug Gobekli, Berk Gokce, Akin Koclar, Muhammet Ozgur, Sarper Uslupehlivan     |
| 3. Teamy Młodzież Szkolna (15 teamów) | 1                                                     | USA Jeng: Andrew Jeng, Richard Jeng, Oren Kriegel, Burke Snowden                                        |
| 3. Teamy Młodzież Szkolna (15 teamów) | 2                                                     | Kristensen: Brandon Harper, Gregory Herman, Ben Kristensen, Ryan Miller                                 |
| 3. Teamy Młodzież Szkolna (15 teamów) | 3                                                     | China Xnwy: Jin Kai, Jin Tianyi, Sha Zhizhou, Shen Yiling, Wu Kaiwen, Yu Felicia Xinying                |
| 3. BAM (27 teamów)                    | 1                                                     | Turkiye: Erkmen Aydogdu, Altug Gobekli, Berk Gokce, Akin Koclar, Muhammet Ozgur, Sarper Uslupehlivan    |
| 3. BAM (27 teamów)                    | 2                                                     | Australia: Maxim Henbest, Peter Hollands, Justin Howard, Nathan Howard, Ellena Moskovsky, Lauren Travis |
| 3. BAM (27 teamów)                    | 3                                                     | Californian Aces: Antony Lee, Frank Lin, Kevin Rosenberg, Ryan Wessels                                  |